# Quod anniversarius
Quod anniversarius, en español, Que el aniversario, es la vigésimo cuarta encíclica de León XIII, escrita el 1 de abril de 1888, con motivo del quincuagésimo aniversario de su ordenación sacerdotal, en ella establece que el último domingo de septiembre de ese año se ofrezcan especiales sufragios por las almas del purgatorio.

## Aniversario de la ordenacion sacerdotal del papa
Luis Pecci, futuro papa León XIII, recibió la ordenación sacerdotal el 31 de diciembre de 1837. Con ocasión del quincuagésimo aniversario de su ordenación, el papa recibió numerosos testimonios de adhesión. A lo largo del año 1888 el papa se refirió en distintas ocasiones a ese aniversario, agradeciendo las muestras de afecto, recibidas.

## Contenido de la Encíclica
Quod anniversarius Sacerdotii.Nostri dies quinquagesimus nuper Ecclesiae peroptato illuxerit, acceptum, ut oportet, referimus summae Dei benignitati, cuius nutu arbitrioque providentissimo omnis vita hominum regitur
A la suprema bondad de Dios, cuya voluntad providencial rige toda la vida de los hombres, atribuimos, como es necesario, que el cincuentenario de Nuestro sacerdocio haya confirmado los ardientes deseos de la Iglesia

El papa desea extender ese favor de Dios a todas la Iglesia, y también a los cristianos separados, pidiendo que "se reúnan lo antes posible en un solo redil bajo un solo pastor", una súplica que -según comenta- ha estado presente en los ritos sagrados de la Canonización que ha celebrado.
Honrados así a los héroes cristianos que están ya en los cielos, dirige también su afecto a los justos que han abandonado ya este mundo, pero que aún han de rendir satisfacción a la justicia; por esto

Por tanto, estando seguros por la doctrina católica de que "las almas encerradas en el Purgatorio reciben ayuda de los sufragios de los fieles, y principalmente del aceptable sacrificio del Altar", consideramos que no podemos ofrecerles prenda más útil ni más deseada que multiplicad por su liberación, en todos los países, la oblación inmaculada del sacrosanto sacrificio de nuestro divino Mediador.

Con este fin, el papa pide a todos los patriarcas, arzobispos y obispos que el último domingo de septiembre de ese año sea un día de amplísima expiación, de modo que en todas las iglesias patriarcales, metropolitanas y catedrales se celebre, con la mayor solemnidad posible, una misa por los difuntos con el rito previsto para la conmemoración de todos los fieles difuntos. Permite también que se haga así mismo en la iglesias parroquiales y colegiatas, 
El papa exhorta a todos los fieles para que se comulguen en esas misas ofreciéndolas como sufragio por los difuntos; concediendo en todos estos casos indulgencia plenaria. Concluye, como es habitual en la encíclicas, impartiendo a sus destinatarios y todo el clero y pueblos a ellos confiado, la bendición apostólica.